# Млин мокрого самоподрібнення ММС-70-23

Млин самоподрібнення ММС-70-23:
1 — завантажувальний пристрій; 2 — підшипник завантаження; 3 — цапфа завантажувальна; 4 — кришка барабана завантажувальна; 5 — обичайки барабана; 6 — кришка барабана розвантажувальна; 7 — цапфа розвантажувальна; 8 — підшипник розвантаження; 9 — вінець зубчатий; 10 — бутара; 11 — електродвигун.

Млин самоподрібнення ММС-70-23 призначений для мокрого самоподрібнення руд чорних і кольорових металів.

## Загальний опис
Робота млина здійснюється при безперервній подачі в барабан руди і води. Матеріал, що потрапив у барабан, захоплюється ліфтерами і піднімається на певну висоту. Падаючи зверху, шматки матеріалу удаяються один об одного і об броню. При цьому відбувається постійне перемішування матеріалу, під час якого він подрібнюється шляхом розколювання, роздавлювання і стирання.
Подрібнений матеріал, крупність якого стає менше розміру щілини розвантажувальних ґраток, разом з водою проходить через щілини в порожнині підгратчастих футерувань і вивантажується з барабана млина.
Млин складається з наступних основних частин (рис.): барабан, підшипник опорний, підшипник опорно-упорний, завантажувальний пристрій, редуктор, установка приводної шестерні, кожух вінця, муфта пружна, кожух муфти, муфта зубчата, огорожа муфти, розводка трубопроводів на млині, станція рідкого мастила підшипників барабана, станція рідкого мастила редуктора головного привода, установка станцій густого мастила, установка гідропідпору підшипників барабана.
Максимальна крупність грудок матеріалу, що завантажується в млин, 400 мм.
Продуктивність млина 80-500 т/год.
Внутрішній діаметр барабана 7000 мм.
У залежності від замовлення з млином поставляються наступні пристосування й комплекти: пристосування для підйому барабана, привод допоміжний, бутара, спеціальні пристрої для механізації ремонту млина, гайковерт (на три млини), комплект монтажних деталей, комплект запасних частин, комплект спеціального інструменту, комплект електроустаткування головного приводу.

## Основні елементи млина

### Барабан
Це головна і найбільш металомістка складова частина млина Складається він з корпусу, порожніх цапф, завантажувальної та розвантажувальної втулок, футеровок, ліфтерів і решіток.
Корпус барабана має зварювально-литу конструкцію, розділену діамет¬ральною площиною на дві частини. Ці частини з'єднуються між собою за допомогою болтів, після чого зварюються на монтажі. Після зварювання корпус барабана є нероз'ємною конструкцію. Для монтажу і демонтажу футеровок і ліфтерів в корпусі барабана є три люки.
Цапфи (завантажувальна та розвантажувальна) являють собою монолітні деталі, виготовлені зі сталевих виливків. Вони приєднуються до корпусу барабана фланцевим болтовим з'єднанням. Болти спеціальної конструкції виготовляються з легованої сталі. Фланцеве з'єднання ущільнюється гумовим шнуром.
Втулка завантажувальної цапфи має спіралі, що сприяють рівномірній подачі руди в барабан. Втулка розвантажувальної цапфи має спіралі, що сприяють розвантаженню пульпи (суміш подрібненої руди з водою).
Вхідний кінець розвантажувальної втулки висунутий всередину барабана і являє собою зварну приймальню частина з ребрами, які направляють потік пульпи в розвантажувальну втулку.
Внутрішні поверхні барабана мають змінне облицювання, що складається з футеровок, ліфтерів і решіток. Кріплення футеровок і ліфтерів здійснюється болтами з потайними голівками. Для ущільнення отворів під болти є кільця з технічної гуми, а також спеціальні шайби. Для запобігання внутрішньої поверхні корпусу барабана від абразивного зносу та зменшення шуму під футеровки укладається листова гума.
До розвантажувальної частини барабана також відносяться решітки, клини і підрешітні футеровки. Радіальні стики решіток мають похилі скоси для сполучення з клинами, що забезпечують кріплення решіток. Щілини в решітці клиноподібної форми.
За решітками розташована футеровка, яка крім захисної ролі забезпечує вивантаження з млина подрібненого матеріалу безперервним потоком. Ця футеровка має ребра, які перешкоджають поверненню пульпи в барабан.
Розвантаження матеріалу відбувається через двоступеневу бутару, перша ступінь якої розміщується всередині розвантажувальної втулки та має отвори, друга — виступає назовні і отворів не має.

### Підшипники (вальниці) барабана
Опорами обертового барабана є два підшипники. Підшипник, розташований біля зубчастого вінця, сприймає не тільки радіальні, а й осьові навантаження, завдяки наявності упорних буртів на розвантажувальній цапфі. Інший підшипник сприймає тільки радіальні на¬ван¬таження. Обидва підшипника монтуються на опорних і фундаметнних плитах.
Нижня опорна частина підшипників має сферичну поверхню, що дозво¬ляє компенсувати неточності монтажу і рівномірно розподіляти наванта¬ження на робочу поверхню підшипників. Сферична поверхня корпусів під¬шипників змащується жировим солідолом УС-1 або УС-2 за допомогою руч¬ного шприца, для чого в опорних плитах передбачені отвори для підведення мастила.
Внутрішні порожнини підшипників, на які спираються цапфи, залиті бабітового заливкою (бабіт Б-16). У бабітовій заливці підшипників є порожнини й отвори для системи гідропідпору.
Система гідропідпору служить для зниження втрат потужності на тертя в підшипниках у момент пуску млина, а також для запобігання бабітового заливання від задирів при пуску і зупинці млина. Пристрій і робота гідропідпору викладені у технічному описі та інструкції з експлуатації системи мастила.
Мастило підшипників рідке, циркуляційне. Контроль його подачі ведеться за допомогою приладів. Опис систем змащення наведено в інструкції з експлуатації. Для відведення відпрацьованого масла слугують спеціальні канали. Для контролю температури в корпусі кожного підшипника перед¬бачені по два отвори під термометри опору або термопари. Ущільнення підшипників виконані повстяними. Для скидання масла цапфи мають масло¬скидні гребінці.

### Завантажувальний пристрій
Подача руди в млин здійснюється через завантажувальний пристрій, яким слугує патрубок зварної конструкції.
Для забезпечення вільного доступу всередину млина завантажувальний пристрій виконаний пересувним на рейках з механічним і ручним приводами. Фіксується завантажувальний пристрій у певному положенні двома рейковими захватами. Для зменшення зносу патрубка внутрішні поверхні облицьовані броньовими листами.
Сполучення завантажувального пристрою з втулкою здійснено із зазором 10 мм. Для ліквідації можливих протікань пульпи через зазор є гумове ущільнення. У внутрішній порожнині патрубка розташований відсік для класифікуючих пісків. Вихідна частина патрубка з'ємна.
Привод завантажувального пристрою здійснюється від мотор-редуктора через черв'ячний редуктор, в якому передбачена можливість здійснення ручного приводу за допомогою спеціальної рукоятки.

### Головний привод млина
Призначений для обертання барабана з робочою частотою обертів з повним навантаженням млина. Складається з циліндричного косозубого вінця, змонтованого на фланці розвантажувальної цапфи, приводної шестерні, напресованої на вал і встановленої на роликових сферичних підшипниках, муфти, що з'єднує вал приводної шестерні з тихохідним валом редуктора, двоступінчастого циліндричного редуктора з шевронними зубчастими колесами.
Швидкохідний вал редуктора має вихід своїх кінців на обидва боки: один кінець з'єднаний з валом електродвигуна за допомогою зубчастої муфти, інший — з валом редуктора допоміжного приводу з допомогою кулачкової муфти. Корпус приводної шестерні встановлений на рамі.
Для контролю температури в корпусі кожного підшипника приводної шестерні передбачено по одному отвору під датчики температури.
Зубчастий вінець, приводна шестірня і муфти мають огорожі.
Пристосування для підйому барабана. Використовується при підйомі барабана млина із завантаженням у процесі ремонтних робіт (заміні корпусів підшипників та ін), а також при монтажі млина (зокрема, барабана). Складається з двох опор зварної конструкції, чотирьох гідравлічних домкратів вантажопідйомністю по 180 т кожен і насосної установки.
До підйому барабана необхідно зняти кришки підшипників барабана, відвести завантажувальний пристрій в крайнє положення від млина, зняти чохли з домкратів.
При підйомі барабана повинні працювати одночасно тільки два домкрата. Спочатку працюють два домкрата, розташовані з боку розвантаження. Після підйому барабана на 5–7 мм поршні домкратів фіксуються стопорними гайками. Потім працюють домкрати, розташовані з боку завантаження. Після підйому барабана на 5–7 мм поршні домкратів також фіксуються стопорними гайками. Потім знову працює перша пара домкрата і так далі до досягнення необхідної висоти підйому барабана. Черговість роботи домкратів управляється вентилями, розташованими на насосній установці. Найбільша висота підйому барабана — 30 мм.

### Допоміжний привод
Призначений для обертання барабана млина при проведенні ремонтних робіт і розрахований на обертання млина із завантаженням при включеній установці гідропідпору. Частота обертання барабана від допоміжного приводу 0,06 хв–1.
Привод складається з кулачкової і пружної муфт, червячно-циліндричного редуктора та електродвигуна, змонтованих на загальній рамі. Блокуючий пристрій на приводі виключає можливість включення головного приводу при приєднаному допоміжному. Черв'ячне зачеплення в редукторі виконує роль гальма і виключає можливість самовільного провороту барабана.

### Спеціальний пристрій для механізації ремонту млина
Для монтажу і демонтажу бронефутеровок передбачено спеціальний пристрій, який складається з механізму підйому і пересування, монорельсів, блоків, візків монорейки і підвіски крюка.
Для транспортування в барабан і з барабана бронефутеровок використо¬ву¬ються дві лебідки, встановлені на рамі механізму підйому і пересування.
Пересування візка з вантажем по монорельсі здійснюється шляхом змотування троса з барабана однієї лебідки і намотування на інший барабан. Напрямок пересування візка по монорельсу залежить від напрямку обертання барабанів лебідок. Передбачена автоматична зупинка візка в крайніх положеннях кінцевими вимикачами, які, спрацьовуючи, відключають двигуни лебідок.
При транспортуванні вантажу через горловину цапфи барабана крюкова підвіска повинна бути піднята у верхнє положення. При переміщенні візка без вантажу крюкова підвіска для забезпечення натягу троса повинна перебувати у верхньому положенні.
Механізмом підйому і опускання підвіски крюка є нижня лебідка механізму пересування. Передбачена автоматична зупинка підйомного крюка в крайньому верхньому положенні за допомогою кінцевого вимикача, який, спрацьовує, відключає двигун лебідки.
Управління роботою спеціального пристрою здійснюється з пульта, який знаходиться на рамі механізму підйому і пересування. Пульт має п'ять кнопок: кнопки «вперед» і «назад» служать для управління переміщенням візка, кнопки «нагору» і «вниз» — для управління підйомом і опусканням підвіски крюка, загальна кнопка «стоп» — для зупинки.
Порядок роботи електрообладнання спеціального пристрою для монтажу і демонтажу бронефутеровок наводиться в технічному описі електричної частини.
Для механізації робіт при монтажі і ремонтах млина призначені пневматичний гайковерт і спеціальний інструмент, до складу якого входять ключ торцевий 65 для обтягування болтів зубчастого вінця і болти віджимні для демонтажу завантажувальної та розвантажувальної втулок.

### Системи мастил
Змащення редуктора Ц2ш-1250 проводиться від станції рідкого мастила продуктивністю 125 л / хв. Марка масла — індустріальне І-100А.
Мастило підшипників барабана млина виробляється від станції рідкого змащування продуктивністю 35 л / хв. Марка масла — індустріальне І-40А або І-50А.
Зубчасте зачеплення привода змащується автоматично шляхом розпилення від станції густого мастила 0600-2-1-1. Марка мастила — графітна УСсА з додаванням масла трансмісійного автотракторного.
Мастило системи гідропідпору — рідке, циркуляція під високим тиском від насосної установки. Марка масла — індустріальне І-40А або І-50А.
Мастило роликопідшипників установки приводної шестірні — густа закладна. Марка мастила — солідол жировий УС-1 або УС-2. Зміна масла — раз на 6 міс.
Дозволяється також робота на рідкому циркуляційному мастилі, для чого передбачені підвід і відвід його через отвори в кришках підшипників замість пробок. Здійснюється змащення від циркуляційної станції, яка обслуговує підшипники барабана млина. Муфта зубчаста головного приводу заповнюється маслом трансмісійним автотракторним. Зміна масла — раз на 6 міс.

## Монтажні, ремонтні і технологічні операції

### Монтаж млина
Порядок монтажу визначається монтажною організацією спільно з представником заводу-виробника.
У процесі виробництва монтажних і пусконалагоджувальних робіт ви-конання технічних вимог заводу-виробника обов'язкове як для замовника, так і для монтажної, будівельної та пусконалагоджувальної організацій. У разі невиконання їх завод-виробник не несе відповідальності за працездат-ність млина, шеф-інженер виїжджає на завод, а договір на монтаж розривається.
Для правильного монтажу млина слід керуватися заводським маркуванням. У ході монтажу відступ від технічної документації заводу-виробника забороняється.

### Установка фундаментних рам
Для установки фундаментних рам необхідно підготувати сталеві підкладки з розрахунком навантаження на них не більше 4 МПа. У кожному пакеті повинно бути не більше трьох підкладок загальною товщиною 30-50 мм, причому задирки і забоїни на них не допускаються. Встановлені підкладки повинні щільно прилягати до бетону фундаменту і до нижньої опорної поверхні фундаментних рам. Для полегшення і прискорення монтажу рекомендується застосовувати клинові підкладки шириною 80-100 мм і довжиною, що перевищує ширину рами не менш ніж на 100 мм. Похил кожного клину 1: 25.
Нижні опорні поверхні фундаментних рам перед установкою необхідно знежирювати. Виступи на них в місцях установки підкладок не допускаються.
При установці фундаментні рами орієнтують за поздовжньою і попереч¬ною осями фундаменту. Перевіряють збіг осей отворів у фундаментних плитах з фактичними центрами колодязів для фундаментних болтів, а також збіг розмітки осей симетрії на плитах з осями симетрії на фундаменті. Встановлення та вивірка фундаментних рам здійснюються після вивірки горизонтальності цапф барабана в зборі з футеровкою та зубчатим вінцем.
Після установки і перевірки млина, закріплення рам фундаментними болтами будівельна організація повинна зробити підливку фундаментних рам бетонною сумішшю. Перед підливою підкладки в кожному пакеті необхідно прихопити електрозварюванням. У процесі підливки бетон не повинен потрапляти в анкерні колодязі. Для цього анкерні болти біля виходу з колодязів необхідно щільно обмотати кабельним обплетенням або азбестовим шнуром, потім колодязь залити кабельною мастикою.
При підливці необхідно дотримуватися таких умов: поверхні, що підливаються добре очистити від сміття, масляних плям і промити водою, фракція щебеню в підливному бетоні не повинна перевищувати 15 мм, підливу виробляти без перерви і закінчити до початку схоплювання бетону. Особливу увагу слід звертати на те, щоб простір під фундаментними рамами ретельно заповнювалося бетоном. Бетонну суміш необхідно проштовхувати під рами та ущільнювати за допомогою металевих штирів, вібраторів і інших пристосувань. Час витримки бетону встановлюється організацією, що виконує підливу.
Підливу необхідно виконувати строго за технологією будівельної організації та СНиП. Після набору міцності бетону підливки не менше 70 % слід провести остаточне затягування болтів.

### Монтаж барабана і підшипників
Барабан млина надходить на монтажний майданчик у розібраному вигляді. Корпус барабана, що складається з двох половин, необхідно монтувати на двох опорах пристосування для підйому барабана, попередньо встановлених на фундаменті на чотирьох гідравлічних домкратах. Опори застосовуються для зручності монтажу: в процесі експлуатації вони використовуються при ремонті. На опори спочатку встановлюють одну половину корпусу барабана, на яку за допомогою крана накладають другу половину. Обидві половини кріпляться болтами.
На встановлені фундаментні рами монтуються опорні плити, потім корпуси підшипників. Болти, що кріплять опорні плити, залишають незатягнутими. Перед установкою корпусів підшипників перевіряється пришабрування їх сферичних поверхонь по фарбі, після чого останні рясно змащуються жировим солідолом УС-1 або УС-2. Ступінь прилягання сферичної поверхні корпусу підшипника до сферичної поверхні опорної плити і бабітової заливки до цапф барабана повинна відповідати спеціальним нормам. У разі відхилень пришаброваних поверхонь від норми, які можуть виникнути в результаті транспортування і зберігання, ці поверхні необхідно знову пришабрувати на монтажі силами і засобами замовника. Ступінь прилягання поверхні бабітової заливки підшипників до цапф перевіряють методом прокручування барабана від допоміжного приводу.
Потім до корпусу барабана кріпляться завантажувальна та розвантажувальна цапфи. Контрольні риски осі х на корпусі барабана і цапфах повинні збігатися. Затягування болтів, що кріплять цапфи до корпусу барабана, проводиться відповідно до інструкції. Ступінь прилягання цапф до корпусу барабана має відповідати нормам.
Зібраний барабан за допомогою домкратів обережно опускається на підшипники, при цьому перевищення однієї цапфи над іншою більше 2 мм не допускається. Поєднання осі барабана з віссю підшипників забезпечується переміщенням в потрібну сторону опорних плит за допомогою віджимних болтів.
Зазор між опорними буртами розвантажувальної цапфи і бічними поверхнями опорно-упорного підшипника не повинен перевищувати зазор, вказаний в інструкції.
На підшипники барабана встановлюються кришки. Для зручності складання на кожному фланцевому з'єднанні кришок встановлено по два контрольних штифта.
Після видалення з корпусу барабана всіх розпірок зварюються монтажні шви барабана та його корпус зсередини і зовні згідно з кресленнями та інструкції заводу.
На фланець розвантажувальної цапфи встановлюється зубчастий вінець, при цьому перевіряється густина прилягання стикових поверхонь у площинах рознімання вінця. Допустимий зазор (місцевий) не повинен бути більше зазначеного в інструкції. При установці вінця необхідно керуватися заводським маркуванням.

### Футерування барабана
Футерування барабана доцільно виконувати у такій послідовності: підігнати, пробити отвори і наклеїти гумові пластини на мастику УМЗ-5, підігріту до 50о С (мастика наноситься шаром до 22 мм на очищену від пилу внутрішню поверхню корпусу барабана; стики прокладок повинні бути розташовані таким чином, щоб запобігти циркуляції пульпи); укласти на циліндричній частині барабана футеровку і ліфтери; встановити втулки порожнистих цапф (при цьому контрольні риски осі х на втулках і цапфах повинні співпадати); укласти торцеву футеровку, ліфтери та решітки. Подача футеровок у барабан здійснюється через люки за допомогою крана або через завантажувальну втулку за допомогою спеціального пристрою для механізації. При необхідності футеровка, решітка, ліфтери підганяються шляхом вогневої різки силами і засобами замовника.
Після закінчення футеровки барабана перевіряються радіальне і торцеве биття цапф і зубчастого вінця, які не повинні бути більше величин, зазначених у кресленнях. Після монтажу корпусу барабана захвати на обичайці зрізають, місця різання ретельно зачищають врівень з основним металом.

### Монтаж приводної шестірні
Перед установкою приводної шестерні на фундамент необхідно перевірити наявність зазору 20 мм між стінками корпусу та рами приводу. При його відсутності слід змістити корпус на рамі приводу в бік барабана. Зазор 20 мм забезпечує регулювання бічного і радіального зазорів між зубами шестерні і вінця, витяг валу з шестернею з корпусу, установку його в корпус, витяг корпусу підшипників у зборі з валом і кришками підшипників з рами приводу, установку корпусу підшипників у зборі з валом і кришками підшипників на раму приводу. При установці шестерні необхідно притискати лебідкою або таллю до вінця і котити по ньому до посадки на місце.
При заливанні рами приводу бетонним розчином необхідно запобігати потраплянню бетонного розчину і сміття у простір між корпусом і рамою. За необхідності повинна бути передбачена можливість переміщення корпусу по рамі. Після установки приводної шестерні в зазори вставляються дерев'яні клини.
Для того щоб витягти шестерню будь-яким із зазначених способів, корпус від барабана необхідно зрушити віджимними болтами на величину зазору, потім обережно підняти за вал і при необхідності одночасно котити шестерню по вінця. Притиск шестерні до вінця забезпечується власною вагою шестерні.
Приводна шестірня встановлюється по зубчастому вінці наступним чином: зубчастий вінець поділяється на 12 рівних частин так, щоб роз'єми половинок знаходилися в середині частин; в 12 точках заміряються радіальні і бічні биття зубчастого вінця, по точці максимального радіального биття вінця встановлюється радіальний зазор у передачі, що дорівнює 5 мм; бічні зазори з притиснутою боку повинні бути відсутні, а з протилежного боку в залежності від величини радіального зазору — бути в межах допустимих величин. Прилягання зубів вінця і приводної шестерні (пляма контакту) повинно відповідати нормам, зазначеним у інструкції.
Після вивірки і закріплення установки приводної шестерні проводиться заливка рами приводу бетонним розчином, як зазначено вище, потім встановлюється кожух зубчастого вінця.

### Монтаж електродвигуна
Втулка на вал електродвигуна напресовується при монтажі. Електродвигун необхідно встановити на фундамент. При цьому після центрування повинна витримуватися співвісність валів електродвигуна, редукторів і приводної шестерні. Допустима неспіввісність валів, що з'єднуються — не більше 0,2 мм.
Після напресування втулки на вал електродвигуна торець валу ретельно зашпаровується (використовується епоксидна шпаклівка з наповнювачем — азбестом, портландцементом або маршалітом). Після установки й вивірки електродвигуна на фундаменті його рами заливаються бетонним розчином. Потім після перевірки та огляду згідно з інструкцією з монтажу та експлуатації електродвигун включається під напругою, перевіряється правильність напрямку обертання вала; втулки, насаджені на кінці валів електродвигуна і редуктора, з'єднуються з обоймами муфти.

### Монтаж завантажувального пристрою
Монтаж завантажувального пристрою можна розпочати після закінчення установки барабана млина. Для цього у відповідних місцях насипається щебінь, на який укладаються шпали з рейками, встановлюються рами для кріплення завантажувального пристрою. Після установки, вивірки, закріплення рейок і рам завантажувальний пристрій за допомогою ручного приводу встановлюється в робоче положення. Перевіряється зазор у сполученні патрубка завантажувального пристрою і завантажувальної втулки барабана (не менше 10 мм). Включається механічний привод, завантажувальний пристрій відсувається від млина, потім знову по рейках встановлюється в робоче положення. Переконавшись, що зазор у сполученні не змінився, проводиться заливка рам шпал і рейок бетонним розчином.

### Монтаж редуктора
Монтаж редуктора Ц2ш-1250 проводиться у відповідності з паспортом редуктора.

### Монтаж допоміжного привода
Допоміжний привод, що складається з електродвигуна і редуктора, монтується на спеціальній рамі з боку, протилежного головному електродвигуну.
Редуктор допоміжного привода прицентровувається до редуктора головного привода і з'єднується з ним кулачковою муфтою. Допуски радіальних зміщень і перекосів валів вказані в паспорті допоміжного редуктора 5Бу134-ОПС. Електродвигун і редуктор допоміжного приводу з'єднуються пружною втулочно-пальцевою муфтою. При складанні та встановленні приводу необхідно перевіряти роботу механізму включення кулачкової муфти.

### Центрування валів
Центрування слід проводити центрувальними скобами, що встановлюються так, щоб при обертанні одного валу щодо іншого вони не зачіпали один одного, а вимірюваний зазор між ними був у межах 0,5-1,0 мм. Необхідно, щоб скоби були надійно закріплені на втулках, мали достатню жорсткість і не пружинили при замірах. Радіальні і торцеві зазори заміряються щупом або індикатором.
Центрування проводять в наступному порядку. При суміщених монтажних мітках втулок скоба ставиться у вертикальне нульове положення. Потім для запису замірів радіальних і торцевих зазорів у положеннях 0, 90, 180, 270 °, а також результуючих даних готується схема з п'яти кіл. Всередині кола заносяться торцеві зазори, поза нею — радіальні.
Торцеві зазори в нульовому положенні заміряються у чотирьох точках (зверху, знизу, праворуч, ліворуч), а радіальний зазор по скобі — зверху. Результати вимірів заносяться в коло при положенні 0°. Якщо замір торцевого зазору в нижній точці зробити неможливо, то його величину приймають рівній сумі бічних зазорів мінус величина верхнього зазору, а потім, повертаючи одночасно вали послідовно до положень 90, 180, 270 °, вимірюють торцеві та радіальні зазори в кожному положенні.
Для контролю правильності вимірів після чотирьох вимірів вали слід встановити в первинне положення (0°). Результати повинні збігатися з початковими.
Дані вимірювань торцевих зазорів, дані отримані в кожній однаково розташованій точці на втулці, підсумовують, визначають середню величину поділяючи на число вимірювань. Це і є результуючим записом центрування по торцю.
Заміри вважаються правильними, якщо сума верхніх і нижніх вимірів дорівнює сумі бічних (як по торцю, так і по колу).
Різниця сум протилежних зазорів допускається не більше 0,02 мм. При більших різницях необхідно знайти і усунути причину неточності вимірів та повторити виміри торцевих і радіальних зазорів у всіх положеннях.
Центрування вважається задовільним, якщо різниця протилежних зазорів по колу і по торцю не перевищує 0,1 мм. У разі незадовільних результатів центрування необхідно перемістити прицентрований вузол в горизонтальній або вертикальній площині та всі операції по центруванню провести заново.

### Підготовка до пуску і холоста обкатка
Після закінчення монтажу проводиться холоста обкатка млина, при цьому необхідно заздалегідь перевірити стан кріплення ліфтерів, футеровок і решіток, переконатися у відсутності сторонніх предметів у кожусі зубчастого вінця, зубах вінця і приводної шестерні, роз'єднати зубчасту муфту, що з'єднує вал електродвигуна з валом редуктора, на повільних обертах за допомогою допоміжного приводу провернути барабан, проконтролювати поверхні прилягання зубів зубчастого вінця і шестерні по всій спряженій довжині.
Після перевірки та огляду млина допоміжний привод відключається, включається електродвигун головного приводу і перевіряється правильність напрямку обертання вала. Потім вал електродвигуна з'єднується з валом редуктора за допомогою зубчастої муфти, включаються в роботу система змащення млина. Після перевірки готовності та усунення всіх виявлених дефектів проводиться обкатка млина на холостому ходу при подачі води і робочій частоті обертання барабана протягом 8 год.
При обкатці млина необхідно стежити за плавністю роботи привода, температурою масла, роботою мастильної системи. Виявлені несправності усунути в процесі обкатки. Переконавшись у справній роботі млина, обкатка її припиняється і проводиться ревізія кріпильних деталей.

### Обкатка млина під навантаженням
Контрольне випробування млина проводиться під навантаженням з подачею в нього подрібнюваного продукту з водою протягом 72 годин безперервно, з короткочасними зупинками для огляду механізмів.
При контрольних випробуваннях необхідно керуватися наступними вимогами: перевіряти правильність монтажу, відсутність протікання через отвори для болтів кріплення броньових плит, через кришки люків і ущільнення, плавність роботи зубчастої передачі та з'єднувальних муфт, температуру нагрівання підшипників барабана (не повинна перевищувати 60° С). Слід перевіряти роботу допоміжного приводу шляхом обертання за його допомогою млина на один оберт барабана в двох напрямках (в дві сторони).

### Здача в експлуатацію змонтованого млина
Млин, що безперебійно і надійно пропрацював при контрольних випробуваннях протягом 72 год., вважається прийнятим в експлуатацію. При цьому повинен бути складений приймально-здавальний акт, що підписується замовником і представником заводу-виробника.
Млин, не прийнятий замовником за актом, не може бути допущений до експлуатації без дозволу заводу-виробника. В іншому випадку млин вважається остаточно прийнятим замовником і завод-виробник звільняється від усіх гарантій по роботі млина.

### Технічне обслуговування
Роботу млина повинен контролювати обслуговуючий персонал. Необхідно стежити за станом підшипників барабана, перевіряти подачу масла. Масло через бризкало має рівномірно потрапляти на всю робочу поверхню цапф, а також на упорні бурти розвантажувальної цапфи. Знос бабіту на торцях корпусу опорно-упорного підшипника допускається не більше 5 мм і підлягає перевірці після 24 міс. експлуатації. Слід контролювати наявність достатньої кількості мастила в підшипниках приводної шестерні. У разі забруднення мастило необхідно змінити, а деталі виробів промити гасом.
При роботі млина зсув корпусу підшипників по сфері щодо опорної плити як у поперечному, так і в поздовжньому напрямку допускається не більше 1,5 мм від цього номінального розташування.
Сферичні поверхні корпусів підшипників, підшипники приводної шестерні періодично (не рідше одного разу на місяць) повинні змазуватися жировим солідолом УС-1 або УС-2 за допомогою ручного шприца через отвори і опорні плиті підшипників барабана і в кришках підшипників приводної шестерні. Нагрівання підшипників барабана вище 60° С свідчить про надмірне навантаження і може спричинити розплавлення бабіту.
Привод млина повинен працювати м'яко, без стукоту і вібрацій. У процесі експлуатації млина не допускається ослаблення затяжки болтів, що кріплять ліфтери, футеровку і грати, знос футерувальних плит до повного їх випадання (може призвести до пошкодження і швидкого зносу корпусу барабана), потрапляння пульпи на зубчастий вінець, підтікання масла на фундамент. В випадку попадання пульпи на зубчастий вінець завод-виробник звільняється від гарантій по терміну служби зубчастого вінця і приводної шестерні. Пролита олія повинна бути негайно видалена.
Незалежно від стану млина всі його робочі частини та механізми повинні ретельно обстежуватися не рідше 3-4 разів на рік, а в перші 6 місяців роботи після пуску — не рідше одного разу на місяць. Затягування болтів перевіряється щотижня. При обтягуванні болтів фланцевого з'єднання корпусу барабана з цапфами слід керуватися інструкцією, дефекти і неполадки в роботі повинні негайно усуватися.
Перед пуском млина центр ваги рудного завантаження може займати положення, несприятливе для пуску млина. У цьому випадку рекомендується допоміжним приводом провернути барабан у зворотному напрямку на величину дуги по зовнішній поверхні барабана, що дорівнює 3 м. Виконання цієї операції дозволить змістити центр ваги рудного завантаження від осі барабана в протилежну сторону установки приводної шестерні і тим самим полегшити пуск млина від основного електродвигуна.
При ремонтних роботах переставляти барабан млина з одного робочого місця на інше не рекомендується. У разі неможливості ремонту на місці установки дозволяється переставляти барабан при дотриманні наступних технічних вимог: разом з барабаном і зубчастим вінцем слід переставити, і підшипники з опорними плитами; виставити підшипники на новому робочому місці з дотриманням вимог інструкції «Монтаж барабана і підшипників»; видалити задирки, напливи та інші нерівності на зубах шестерні та зубчастого вінця напилком або шліфувальною машинкою, а також прочистити западини зубів до основного металу.
Регулювання зубчастого зачепленні «шестерня — вінець» незалежно від зносу зубів проводиться відповідно до вимог інструкції. Радіальний зазор в зачепленні регулюється пересуванням опорних плит підшипників спеціально передбаченими для цієї мети віджимними болтами.